# Równanie Goldmana
Równanie Goldmana – równanie pozwalające obliczyć potencjał spoczynkowy błony komórkowej uwzględniając wszystkie rodzaje jonów biorących udział w procesie. 
Dla układu jonów Na+, K+ i Cl− przybiera ono postać:
{\displaystyle E=(RT/F)\ln {\frac {P_{K}[K^{+}]_{z}+P_{Na}[Na^{+}]_{z}+P_{Cl}[Cl^{-}]_{w}}{P_{K}[K^{+}]_{w}+P_{Na}[Na^{+}]_{w}+P_{Cl}[Cl^{-}]_{z}}}}
gdzie:
- R - stała gazowa
- T - temperatura bezwzględna
- F - stała Faradaya
- [C]z i [C]w - stężenie jonu C na zewnątrz (z) i wewnątrz (w) komórki
- Px - względna przepuszczalność dla jonu x